# Makin Island (Schiff, 2009)
Die USS Makin Island (LHD-8) ist ein amerikanisches amphibisches Angriffsschiff der Wasp-Klasse. Die Namensgebung der Makin Island ist als Erinnerung an das Makin-Atoll zu sehen. Eine Eliteeinheit des US Marine Corps, die Marine Raiders, nahm das Atoll am 17. August 1942 mit 220 Mann ein.

## Technik
Die Makin Island ist das neueste der acht Schiffe ihrer Klasse; an ihr wurden über die normalen Weiterentwicklungen hinausgehende Änderungen vorgenommen. Insbesondere die Umstellung auf einen Gasturbinenantrieb (im Gegensatz zur bisher üblichen Ölkessel/Dampfturbinen-Antriebsanlage) hat umfangreiche Änderungen am Deckshaus erforderlich gemacht, um die großvolumigen Zu- und Abluftschäfte der beiden Gasturbinen unterzubringen.
Die Makin Island ist damit das erste gasturbinengetriebene Flugdeckschiff der US Navy. Die beiden LM-2500+-Gasturbinen von General Electric, erlauben dem Schiff bei ähnlichen Leistungswerten wie ihren Vorgängern eine sehr viel höhere Beschleunigung. Bei niedrigen Geschwindigkeiten unter 12 Knoten wird das Schiff ausschließlich durch zwei 5000-PS-Elektromotoren angetrieben, wodurch bis zu 25 % Betriebszeit der Gasturbinen und somit über 1,5 Millionen Liter Treibstoff eingespart werden sollen. Auch die Energieerzeugung wurde umgestellt, statt Dampfgeneratoren erzeugen sechs Dieselgeneratoren eine maximale Leistung von 24 Megawatt. Über die vorgesehene 40-jährige Dienstzeit soll das Treibstoffkosten in Höhe von 250 Millionen US-Dollar einsparen.

## Geschichte
Die Makin Island befand sich seit 22. Mai 2003 in der in Pascagoula am Mississippi River gelegenen Werft von Ingalls Shipbuilding im Bau. 2006 lief das Schiff vom Stapel und wurde getauft. Taufpatin war Mrs. Silke Hagee, die Ehefrau des damaligen Commandant of the Marine Corps, General Michael W. Hagee. Ursprünglich sollte sie im November 2008 an die United States Navy übergeben werden, nach diesem Zeitplan sollte im Frühjahr 2009 die Indienststellung folgen. Im April 2008 stellten Werftarbeiter jedoch Probleme mit der Verkabelung der elektrischen Anlagen fest. Die Beseitigung nahm rund sechs Monate in Anspruch und zog Gesamtkosten in Höhe von 326 Millionen Dollar nach sich, die Northrop Grumman als Eigentümer von Ingalls trug. Anfang 2009 vollendete die Makin Island die Werft-Testfahrten, im April nahm die Navy das Schiff ab.
Die Indienststellung fand am 24. Oktober 2009 in San Diego statt, was auch der Heimathafen der Makin Island ist. Nach Probefahrten fand bis Juli 2010 eine Überholungsperiode in der General Dynamics NASSCO-Werft in San Diego statt, bei der gefundene Probleme behoben wurden. Bei Tests an der Pier in San Diego im August 2010 entdeckte das Navy-Personal Probleme mit den Übersetzungsgetrieben des Antriebssystems. Wegen dieser mussten die letzten Hersteller-Probefahrten verschoben werden; die Reparaturen dauerten bis Mitte September. Ende Oktober fanden die letzten Probefahrten des Herstellers statt, gleichzeitig überprüfte die Navy im Board of Inspection and Survey, ob das Schiff einsatzbereit ist. Diese viertägige Überprüfung bestanden Schiff und Besatzung.
Im November 2011 verlegte die Makin Island erstmals in einer Kampfgruppe mit Pearl Harbor und New Orleans in den Pazifik.
Das Schiff diente bei der gescheiterten Befreiung der Geiseln Luke Somers und Pierre Korkie am 6. Dezember 2014 im Jemen als Evakuierungsziel.